# Voděrady (district d'Ústí nad Orlicí)
Pour les articles homonymes, voir Voděrady.
Voděrady (en allemand : Wodierad) est une commune du district d'Ústí nad Orlicí, dans la région de Pardubice, en République tchèque. Sa population s'élevait à 333 habitants en 2024.

## Géographie
Voděrady se trouve à 9 km à l'ouest-sud-ouest d'Ústí nad Orlicí, à 38 km à l'est-sud-est de Pardubice et à 133 km à l'est de Prague.
La commune est limitée par Jehnědí au nord, par Sloupnice au sud, et par České Heřmanice, Vračovice-Orlov et Svatý Jiří à l'ouest.

## Histoire
La première mention écrite de la localité date de 1292.

## Administration
La commune se compose de deux sections :
- Voděrady
- Džbánov

## Transports
Par la route, Voděrady trouve à 10 km de Vysoké Mýto, à 11 km d'Ústí nad Orlicí, à 45 km de Pardubice et à 159 km de Prague. 